# コーエイ
株式会社コーエイは、医薬品・衛生材料の卸売を中心とする日本の企業であった。現在はスズケングループの一社アスティスである。医薬品の卸売手。

## 沿革
- 1961年（昭和36年）10月3日 - 「厚生薬品株式会社」高知支店より独立し資本金200万円で「株式会社高知厚生」を設立
- 1982年（昭和57年）6月 - 株式会社ハザマ共栄堂薬房（高知市北本町1-12-6）と合併し「株式会社コーエイ」を設立
- 1993年（平成5年）4月 - 和光薬業（高知市桟橋通2-7-17）と合併し株式会社ヤクオーを設立

## 所在地
高知県高知市南久保62

## 営業所
- 高知県:高知市・中村市・安芸市

## 主な取引メーカー
- 三共
- 田辺製薬（現:田辺三菱製薬）
- 台糖ファイザー
- 扶桑薬品工業
- ブリストルマイヤーズスクイブ